# Голяма награда на Пескара
Coppa Acerbo е автомобилно състезание, провеждано в Италия от 1924 до 1961 г. с различни по клас автомобили.
През 1957 г. пистата е домакин на кръг от световния шампионат ФИА Формула 1, спечелено от Стърлинг Мос. Трасето все още държи рекорда за най-дълга писта, използвана във Формула 1.

## Победители от Формула 1
| Година | Пилот                 | Конструктор | Писта   | Статистика |
| ------ | --------------------- | ----------- | ------- | ---------- |
| 1957   | Стърлинг Мос          | Вануол      | Пескара | Статистика |
| 1954   | Луиджи Мусо           | Мазерати    | Пескара | Статистика |
| 1951   | Хосе Фройлан Гонсалес | Ферари      | Пескара | Статистика |
| 1950   | Хуан Мануел Фанджо    | Алфа Ромео  | Пескара | Статистика |